# Закревская, Анна Андреевна
Анна Андреевна Закревская (род. 10 марта 1987, Москва) — российский киновед и кинокритик, постоянный колумнист и куратор Синематеки журнала «Искусство кино» (с 2013 по 2022), также автор Кино ТВ, «Киноведческие записки», Cineticle, «Правила жизни», «Обсерватория культуры» и КиноПоиск, переводчик. Старший научный сотрудник НИИ киноискусства ВГИК.

## Биография
Родилась 10 марта 1987 года в Москве. Есть сестра Катя.
Училась в московской Детской художественной школе № 6. Окончила МГПУ (дизайн и изобразительное искусство) и ВГИК (киноведение; руководитель курса Лидия Алексеевна Зайцева). C 2021 года обучается в Школе кино и телевидения «Индустрия». Кандидат искусствоведения (2016). Диссертация на тему «Некоторые особенности „магического реализма“ в европейском кинематографе второй половины XX века».
Координатор конкурса короткого метра МКФ «Киношок» с 2010 года. Куратор международного кинофестиваля «Сахалинский экран» (2013).

## Фильмография
- История российского кино. Рождение мифа (2023) — сосценарист; режиссёр Владимир Кочарян[5]